# Texananus distinctus
Texananus distinctus är en insektsart som beskrevs av Amy Lathrop 1917. Texananus distinctus ingår i släktet Texananus och familjen dvärgstritar. Inga underarter finns listade i Catalogue of Life.